# Pierre Aylagas
Pierre Aylagas, né le 24 juillet 1942 à Perpignan (Pyrénées-Orientales), est un homme politique et une personnalité du monde du rugby français. Il est député de la 4e circonscription des Pyrénées-Orientales de 2012 à 2017.

## Biographie

### L'homme de rugby
Professeur de mathématiques de 1963 à 2000, Pierre Aylagas est par ailleurs conseiller technique rugby de 1976 à 2000 et ancien joueur puis entraîneur de l'Étoile sportive catalane argelésienne. Il devient également entraîneur des sélections du Roussillon, puis de l'équipe de France universitaire, championne du monde en 2000.

#### Palmarès et distinctions
- Champion de France de rugby des moins de 23 ans[Quand ?][réf. nécessaire]
- Médaille d'or de la Fédération française de rugby à XV[réf. nécessaire]

### L'homme politique
Conseiller général depuis 1998 et maire d'Argelès-sur-Mer depuis 2001, il est toujours réélu. Aux élections municipales de 2008, sa liste a obtenu près de 69 % des suffrages exprimés dès le premier tour.
Pierre Aylagas s'est présenté aux élections législatives de juin 2007 dans la quatrième circonscription des Pyrénées-Orientales, devançant le candidat investi par le parti socialiste, Olivier Ferrand, au premier tour avec 17,92 % des suffrages exprimés et échouant de peu au second tour avec 49,75 % des voix. À nouveau candidat en 2012, il se qualifie pour le second tour contre la députée sortante Jacqueline Irles, obtenant 35,98 % des suffrages. Il siège désormais à la commission des Affaires sociales.
Pierre Aylagas est l'un des 500 élus ayant parrainé la candidature de Ségolène Royal à l'élection présidentielle de 2007.
Lors de la cérémonie des vœux en maire le 8 janvier 2016, il annonce sa démission de la tête de la mairie d'Argelès-sur-Mer. Il reste néanmoins conseiller municipal, président de la communauté de communes des Albères et député de la 4éme circonscription des Pyrénées-Orientales. 
Il décide de ne pas se représenter lors des élections législatives de 2017 en déclarant: « Cette mandature ne m'a pas enthousiasmé parce que le mon parti, le PS, était majoritaire partout... et quand on n'a pas de réelle opposition, le débat n'est pas démocratique comme il devrait l'être ».

#### Mandats
- 2001-2006 : président de la communauté de communes des Albères (8 communes)
- 1998-2012 : conseiller général des Pyrénées-Orientales (canton d'Argelès-sur-Mer)[3]
- 2001-2016 [4] : maire d'Argelès-sur-Mer
- 2012-2017 : député de la 4e circonscription des Pyrénées-Orientales
- depuis 2007 : président de la communauté de communes des Albères et de la Côte Vermeille (12 communes), issue de la fusion de la communauté de communes de la Côte Vermeille et de la communauté de communes des Albères

#### Fonctions
- Président de la commission « Tourisme » au conseil général des Pyrénées-Orientales[5]
- Président du comité départemental du tourisme des Pyrénées-Orientales
- Président du centre de gestion des Pyrénées-Orientales

## Décorations
- Chevalier de l'ordre des Palmes académiques